# Pont del Prat de les Hortes d'Osor
El Pont del Prat de les Hortes d'Osor és una obra d'Osor (Selva) inclosa a l'Inventari del Patrimoni Arquitectònic de Catalunya. Aquest pont es pot datar en l'època medieval i moderna; segles XIV - XVII. Era un dels ponts de l'antic camí d'Osor i Sant Hilari a Anglès. Només servia per a persones, era un passera de barana baixa.

## Descripció
És un pont petit, d'un sol ull i d'arcada rebaixada, situat sobre la riera d'Horta i al costat de la carretera d'Osor a Anglès passat el mas Coll. Està situat entre dues penyes i fa una llargada d'aproximadament 5 metres. La seva alçada màxima és d'uns 4 metres sobre l'aigua. La seva forma d'arc rebaixat està sustentada en les mateixes parets naturals de la riera.
Està fet de pedra poc desbastada i morter, i té un petit aterrassament de base i per superar el desnivell a la part oest. A més, falta un tros de barana al costat oest. Actualment s'hi pot passar, però està en desús i no porta enlloc. La construcció aprofita un gorg de la riera d'Horta, proper a la desembocadura a la Riera d'Osor. El seu estat de conservació és dolent, ja que la vegetació ocupa gairebé totes les parts de la construcció. Hi ha un arbre caigut a un dels costats d'accés del pont.